# 郭日章
郭日章（?—?），陝西省興安府漢陰廳人，清朝政治人物、進士出身。
光緒二十四年（1898年），参加光緒戊戌科殿試，登進士二甲143名。同年五月，以主事分部学习。